# 三好康俊
三好 康俊（みよし やすとし）は、戦国時代から安土桃山時代にかけての武将。三好氏の一族。阿波岩倉城主。三好徳太郎や三好式部少輔ともいう。

## 略歴
三好康長の嫡男。康長の子・徳太郎、式部少輔と、康俊が同一人物されているが、康俊が実際に親子であるかは不明。※諱は「康俊」ではないかもれないが、以下は三好康長の子で岩倉城主である人物についての経歴である。
はじめ、康長と共に三好氏に仕え、後に岩倉城主となり、従兄弟の横田宗昭や、重臣塩田一閑ら側近の補佐を受けた。康長が畿内へと移動した後は勝瑞城城主となる。
天正3年（1575年）、土佐国を統一した長宗我部氏が、四国制覇を目指して阿波国への侵攻を開始した。康俊はこれに対抗する。
天正7年（1579年）12月27日、三好氏重臣である三好越後守、矢野国村、川島惟忠らを脇城外で殺害し、岩倉城西の城の一門の武将・大島丹波の嫡子・大島利忠を人質として差し出し降伏。長宗我部元親に降参し一転して、織田方の同族・十河存保と戦った。
ところが、天正9年（1581年）3月、阿波国奪回を狙う父の勧めに従って織田信長に帰属した。当時、長宗我部氏と織田氏は交戦状態になく、信長は6月12日に朱印状を香宗我部親泰を通じて元親に話送り、併せて「式部少輔」にも別心ないことを伝えて、（長宗我部氏）と相談して阿波で働くように申し付けている。副状として康長が元親に送った書状には、若輩の式部少輔を指南してくれるように願い入れており、人質となっていた嫡子の俊長は元親より返された。
天正10年（1582年）になって信長は長宗我部と断交。2月、神戸信孝を総大将とする四国遠征軍の先陣として康長が阿波に侵入すると、康俊も岩倉城でこれに呼応した。しかし6月、本能寺の変で織田信長が横死を遂げると、四国遠征は中止となり、逆に香宗我部親泰に攻められ、岩倉城を捨てて出奔。逃亡したとも、この時に討死したともいわれている。以後は消息不明。『昔阿波物語』では落城後まもなく没したという。
俊長は後に長宗我部氏の家臣となり、長宗我部氏改易後は新たな土佐国主となった山内一豊に仕えた。

### 別人説
度々諫言したことで、三好長治の勘気に触れて大西城に幽閉されていた人物が、三好康俊であるという説があり、この人物は、天正5年（1577年）3月、細川真之に敗れた長治が自害したときに、姫田佐渡守、浜隠岐守、梶井又五郎、原弥助らと一緒に殉死したという。
辞世は「みよし野の花の数には在らねども　数にはもれぬ山桜花」。 

## 参考資料
- 『歴史群像シリーズ29 長宗我部元親』（1992年、学研）　共通雑誌コード 1069610311202
- 今谷明『戦国 三好一族 天下に号令した戦国大名』（洋泉社新書MC、2007年） ISBN 978-4-86248-135-1）
- 谷口克広; 高木昭作（監修）『織田信長家臣人名辞典』吉川弘文館、1995年、426頁。ISBN 4642027432。